# 池田千鶴子
池田 千鶴子（いけだ ちづこ）は、日本のハープ奏者、人権講演家。ハープによる演奏活動を国内外で展開している。

## 来歴
東邦音楽大学ピアノ科を卒業。その後、井上久美子に師事してハープを学び、武蔵野音楽大学ハープ科を卒業する。
1986年、世界アルピニスト大会の記念イベントとして、北アルプス常念岳の山頂で「雲上音楽会」と題したハープ演奏会を行う。これを機に日本各地で演奏活動を行う一方、アメリカ合衆国に渡り、ミネソタアウグスブッルクカレッジやアリゾナ大学でヒーリングミュージックを学ぶ。
1995年3月16日、京都府宇治市生涯学習センターにて、阪神・淡路大震災のチャリティー演奏会「ハープの夕べ」を開催する。
2000年、カーネギー・ホールでソロ演奏を行い、同年にアメリカで開催されたヒーリングサウンドコンクールで2位入賞を果たすなど注目を集める。2002年には、ニューヨーク市ブロンクス地区で開催されたアメリカ同時多発テロ事件のレクイエムコンサートに招聘されて演奏を行った。
2004年7月12日、佐世保小6女児同級生殺害事件の現場となった小学校で、同校の在校生や教師に対して音楽療法を目的としたコンサートを行う。
2011年9月24日、日本航空の協力のもとで山形空港で空港職員を慰労する演奏会を開催した。
また、国内外の様々な活動を通じて得られた経験をもとに日本各地で「人権」講演を行っている。学校等でもいじめ問題を中心とした「人権教育」の推進に携わっている。

## ディコスグラフィー
- 心からこころへ
- DREAMS OF WINTER

## 役職
- 鹿児島大学稲盛アカデミー非常勤講師（2001年 - 2006年）
- 大阪医科大学看護学部非常勤講師（2010年 - ）
- 日本国際社会事業団評議員[9]（2006年 - ）